# Miguel Godoy
Miguel Joaquín Godoy Riofrío (Chorrillos, 15 marzo 1907 – Lima, 26 marzo 2002) è stato un cestista peruviano.
Era il fratello di José Carlos Godoy.

## Carriera
Con il Perù ha preso parte alle Olimpiadi del 1936, disputando una partita.